# Fideiussione
La fideiussione (o fidejussione), in diritto, è un negozio giuridico con il quale un soggetto, chiamato fideiussore, garantisce un'obbligazione altrui (es. in luogo del debitore), obbligandosi personalmente nei confronti del creditore del rapporto obbligatorio.

## Storia
La fideiussione era un istituto giuridico tipico del diritto romano ed era conosciuta come fideiussio. Era un modello di garanzia personale sintetizzabile in una promessa assunta col modello della verborum obligatio (stipulatio) che rendeva l'obbligazione solidale a prescindere tra il debitore e il garante.
Sostituirà col tempo la fidepromissio e la sponsio, che a loro volta avevano preso il posto dei vades e praedes.

## Descrizione
Ad esempio, lo Stato può diventare fideiussore quando garantisce un prestito bancario fatto a un'azienda che è il debitore verso la banca. In questo caso, lo scopo della garanzia da parte dello Stato è di far ottenere il prestito bancario a tassi inferiori a quelli altrimenti concessi al debitore. Si osservi che, da parte dello Stato, non avviene alcun pagamento, finché e se il debitore paga regolarmente le rate del debito a completa restituzione. L'erogazione effettiva di denaro è invece fatta dalla banca, secondo le ordinarie regole di mercato. Le parti quindi sanno che lo Stato, come fideiussore, è il garante del rapporto tra l'azienda, che è il debitore, e la banca, che è il creditore.

## Ordinamento giuridico
La fideiussione è, ai sensi del codice civile italiano all'art. 1936: 
L'obbligazione del fideiussore ha carattere accessorio; ciò vuol dire che essa esiste nei limiti in cui esiste l'obbligazione garantita. Gli artt. 1939 e 1945 c.c. esprimono siffatto principio: il primo sancisce che la fideiussione è valida solo se è valida l'obbligazione principale; il secondo, invece, dispone che il fideiussore può opporre tutte le eccezioni che avrebbe potuto opporre il debitore principale (è esclusa solo l'eccezione d'incapacità, e ciò per ragioni esclusivamente storiche ma scarsamente condivisibili sul piano logico).

Un altro indicatore dell'accessorietà si evince dal fatto che l'entità della fideiussione non può superare il valore del debito garantito e che la fideiussione non può essere prestata a condizioni più onerose. La fideiussione che eccede i limiti dell'obbligazione principale o che è prestata a condizioni più onerose è valida nei limiti dell'obbligazione principale.
Il fideiussore risulta obbligato in solido con il debitore principale, così il creditore potrà chiedere indifferentemente l'adempimento al fideiussore o al debitore, a meno che non sia previsto il beneficio di escussione. In base a questa particolare clausola, il fideiussore convenuto in giudizio per l'adempimento dal creditore, senza che questo abbia prima escusso il debitore principale, può ottenere di non essere condannato indicando i beni del debitore principale che il creditore può sottoporre a esecuzione.
Qualora il debito fosse garantito da più fideiussioni, i fideiussori sono obbligati in solido e il fideiussore che adempie ha diritto all'azione di regresso nei confronti degli altri. Il fideiussore che ha adempiuto all'obbligazione del debitore può agire o in via surrogatoria (essendo surrogato nei diritti del creditore nei confronti del debitore) o esperendo l'azione di regresso. Si tratta di due azioni concorrenti, azionabili in via alternativa.
Nel caso in cui venisse surrogato, il fideiussore può pretendere gli interessi dal momento in cui è scaduto il termine di adempimento, ma il debitore può opporre al fideiussore tutte le eccezioni che avrebbe potuto opporre al creditore originario. Se il fideiussore agisce con l'azione di regresso può solo pretendere gli interessi dal giorno in cui il fideiussore ha pagato al creditore, il debitore non può opporre le eccezioni opponibili al creditore originario. 
Se la fideiussione è prestata a tempo indeterminato, il fideiussore può in ogni momento recedere.
Particolare tipo di fideiussione è la fideiussione omnibus per indicare l'impegno assunto da un soggetto (privato, società o banca) verso una banca con cui garantisce l'adempimento di tutti i debiti, compresi quelli che potranno sorgere successivamente al rilascio della fideiussione, che un terzo risulterà avere verso la banca nel momento della scadenza pattuita ovvero nel momento in cui la banca deciderà di recedere dal rapporto e di domandare il saldo dei propri crediti.
La fideiussione può essere distinta in solidale o con beneficio d'escussione. Nel primo caso il garante si obbliga per il pagamento dello stesso ammontare del debito principale (l'eadem res debita - ossia la medesima prestazione - è il carattere saliente delle obbligazioni solidali). Nel secondo caso egli è tenuto all'adempimento solo di ciò che residua dopo l'escussione del debitore garantito (cd. beneficium excussionis): cfr. art. 1944 codice civile. Se, dunque, nella fideiussione con beneficio d'escussione il creditore può agire verso il fideiussore solo dopo aver escusso il debitore principale, si discute in dottrina se nell'altra forma di fideiussione il creditore debba rispettare un qualche tipo d'onere nella fase della pretesa.
Il creditore ha l'onere di chiedere l'adempimento prima al debitore garantito e solo dopo il rifiuto di questo può rivolgersi verso il fideiussore (onere di preventiva richiesta).